# Hawkeye Has to Hurry
Hawkeye Has to Hurry è un cortometraggio muto del 1913 scritto, diretto e interpretato da Hay Plumb.

## Trama
Occhio di falco mette i pattini a rotelle per andare incontro al treno della sorella.

## Produzione
Il film fu prodotto dalla Hepworth.

## Distribuzione
Distribuito dalla Hepworth, il film - un cortometraggio di 160,02 metri - uscì nelle sale cinematografiche britanniche nel gennaio 1913.
Si conoscono pochi dati del film che, prodotto dalla Hepworth, fu distrutto nel 1924 dallo stesso produttore, Cecil M. Hepworth. Fallito, in gravissime difficoltà finanziarie, il produttore pensò in questo modo di poter almeno recuperare il nitrato d'argento della pellicola.